# Pistola M15
A M15 General Officers é uma pistola .45 ACP, desenvolvida pelo Rock Island Arsenal do Exército dos EUA, utilizando a grande quantidade de estoque de pistolas M1911, como substituição das antigas pistolas Colt Model 1903 e Colt Model 1908 Pocket Hammerless. A pistola foi distribuída aos oficiais generais do Exército como sua arma pessoal.
A M15 é bastante semelhante á Colt Commander e operacionalmente similar á M1911A1. Adotado formalmente em 1972, atualmente não é mais produzido, mas continua em serviço com alguns oficiais americanos de longa carreira.

## História
Originalmente destinado a militares de alta patente, o M15 foi construído a partir de um estoque existente de pistolas Colt M1911. É semelhante ao Colt Commander, mas tem diferenças de funcionamento. Mais tarde, a Colt lançou uma pistola semelhante chamada Colt Officer's ACP, sendo comumente chamado de "Oficial". Ela foi adotada para dar aos policiais uma arma com maior poder e eficácia em relação às armas secundárias fornecidas anteriormente, na sua maioria revólveres. Há alguma discordância nas fontes sobre sua designação formal, possivelmente Pistola, General Officer's, Calibre .45, M15 ou Pistola, Cal. .45, Semiautomática, M1911A1, Oficiais Gerais. A M9 acabaria por substituir a M15 como pistola dos oficiais generais na década de 1980.

## Traços operacionais
Funcionalmente, a M15 opera da mesma forma que uma pistola Colt M1911. O cano mais curto é relatado como tendo uma explosão de saída maior, mas a pistola mantém uma velocidade de saída de 245 m/s. As miras da pistola são maiores do que as do M1911A1 padrão, incluindo uma mira frontal mais alta. Os carregadores de uma podem ser utilizada na outra e vice-versa. Um cordão pode ser preso ao alojamento da mola principal.

## Características
A M15 é feita com um padrão de acabamento elevado para distingui-la como uma pistola de oficial general. O acabamento das armas era um "azul profundo" em partes do slide e da estrutura. As peças metálicas expostas, como a trava de segurança e a trava deslizante, tinham um acabamento azulado polido, enquanto a parte superior do slide tem um acabamento preto fosco. A pistola possuía cabos de nogueira de qualidade, com uma placa de latão no cabo esquerdo, com o nome do proprietário gravado, e o selo do Rock Island Arsenal no cabo direito. O slide também estava gravado com "General Officer's Model" e a abreviatura "RIA", abreviatura da fabricante. A pistola vinha com uma série de instrumentos e equipamentos extra: um cinto de couro preto; coldre de couro preto; bolsa de couro preta com dois bolsos para carregadores; kit de limpeza da arma; e três carregadores, numerados em série especificamente para a arma. A fivela do cinto e quaisquer outras partes de metal eram de ouro para o Exército e de prata para a Força Aérea, que também chegou a receber unidades. A pistola acabaria por ser substituída no serviço do Exército e da Força Aérea pela M1911A1 não modificada. Um total de 1.004 foram fabricados e emitidos para serviço dentro das forças militares americanas. Quando um general deixava o serviço ativo, ele tinha a opção de devolver ou comprar a pistola. A maioria escolheu comprá-lo como uma lembrança de seu serviço, uma tradição que continua até aos dias de hoje.

## Usuários
- Estados Unidos[5]